# Triunfo de la ortodoxia

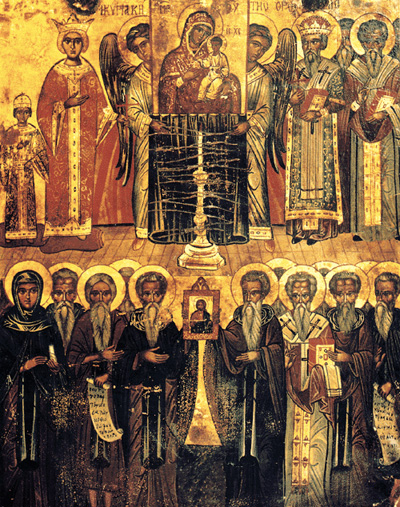
Icono bizantino del que refleja el evento

El Triunfo de la ortodoxia (también conocida como Domingo de la ortodoxia o Fiesta de la ortodoxia) se celebra el primer domingo de la Gran Cuaresma (seis domingos antes de la Pascua) en el calendario litúrgico de la Iglesia ortodoxa y la Iglesia católica oriental (calendario de católicos del rito bizantino). La celebración se mantiene en memoria de la derrota final de la iconoclasia y la restauración final de los iconos a las iglesias.

## Historia
A pesar de las enseñanzas sobre los íconos definidos en el Concilio de Nicea II de 787, los iconoclastas comenzaron a causar problemas a la iglesia nuevamente. Después de la muerte del último emperador bizantino iconoclasta Teófilo, su hijo menor Miguel III el Beodo y su madre Teodora, junto con el patriarca de Constantinopla Metodio I, convocaron un sínodo en Constantinopla en 843 para traer la paz a la Iglesia nuevamente. Al final de la primera sesión, todos hicieron una procesión triunfal desde la Iglesia de Santa María de las Blanquernas hasta Santa Sofía, restaurando los íconos a las iglesias. Este evento tuvo lugar el 11 de marzo de 843 (que en ese año fue el primer domingo de la Gran Cuaresma), bautizando el día como «el Domingo de la Ortodoxia» (ἡ Κυριακὴ τῆς Ὀρθοδοξίας).
El nombre «ortodoxia» gradualmente afectó el carácter de la fiesta. Originalmente celebraba solo la derrota de la iconoclasia, pero gradualmente se convirtió en una celebración más amplia de la oposición a la heterodoxia. En este sentido, aunque no se ha olvidado la celebración original, la fiesta se ha convertido en una honra a la verdadera fe en general, como lo demuestra su servicio litúrgico especial.

## Servicio
Después de las Maitines y antes de la Divina Liturgia, se realiza una procesión con los íconos a un lugar predeterminado (generalmente dentro de la misma iglesia). Mientras tanto, se canta un canon atribuido a san Teodoro Estudita.
Tan pronto como la procesión llega al sitio, el diácono proclama en voz alta el Sínodo de la ortodoxia (o decreto del sínodo en Constantinopla). Este sínodo comienza con el recuerdo de algunos santos, confesores y héroes de la fe, a lo que el público responde a cada nombre: «¡Memoria eterna!» tres veces. Luego sigue una larga lista de herejes de todo tipo, a lo que el público responde: «¡Anatema!» una o tres veces. Estas herejías comprenden a todos los más grandes oponentes de la fe ortodoxa: arrianos, nestorianos, monofisitas, monotelitas, iconoclastas, etc. Entonces «Memoria eterna» viene de nuevo para algunos emperadores más piadosos a partir de Constantino I.
Inevitablemente hay diferencias entre las listas ortodoxas y católicas orientales, así como ligeras diferencias entre los sínodos de cada una de las iglesias nacionales. Los ortodoxos aclaman a Focio, Miguel Cerulario y otros patriarcas anti-romanos y muchos emperadores. Maldicen al papa Honorio I entre los monotelitas, opositores al hesicasmo. El sínodo utilizado por la Iglesia católica oriental tiende a omitir muchos de estos nombres.
El formato utilizado por la Iglesia ortodoxa de Rusia difiere algo del utilizado por los ortodoxos griegos: durante la monarquía, el emperador y su familia fueron aclamados y se proclamó la «Memoria eterna» a cada miembro de la dinastía Románov; todos los que negaron el derecho divino de los reyes fueron maldecidos junto con aquellos «que se atrevieron a provocar la insurrección y la rebelión contra este». En la Iglesia ortodoxa rusa fuera de Rusia, se ha añadido un anatema adicional contra el modernismo y el ecumenismo.

## Significado teológico

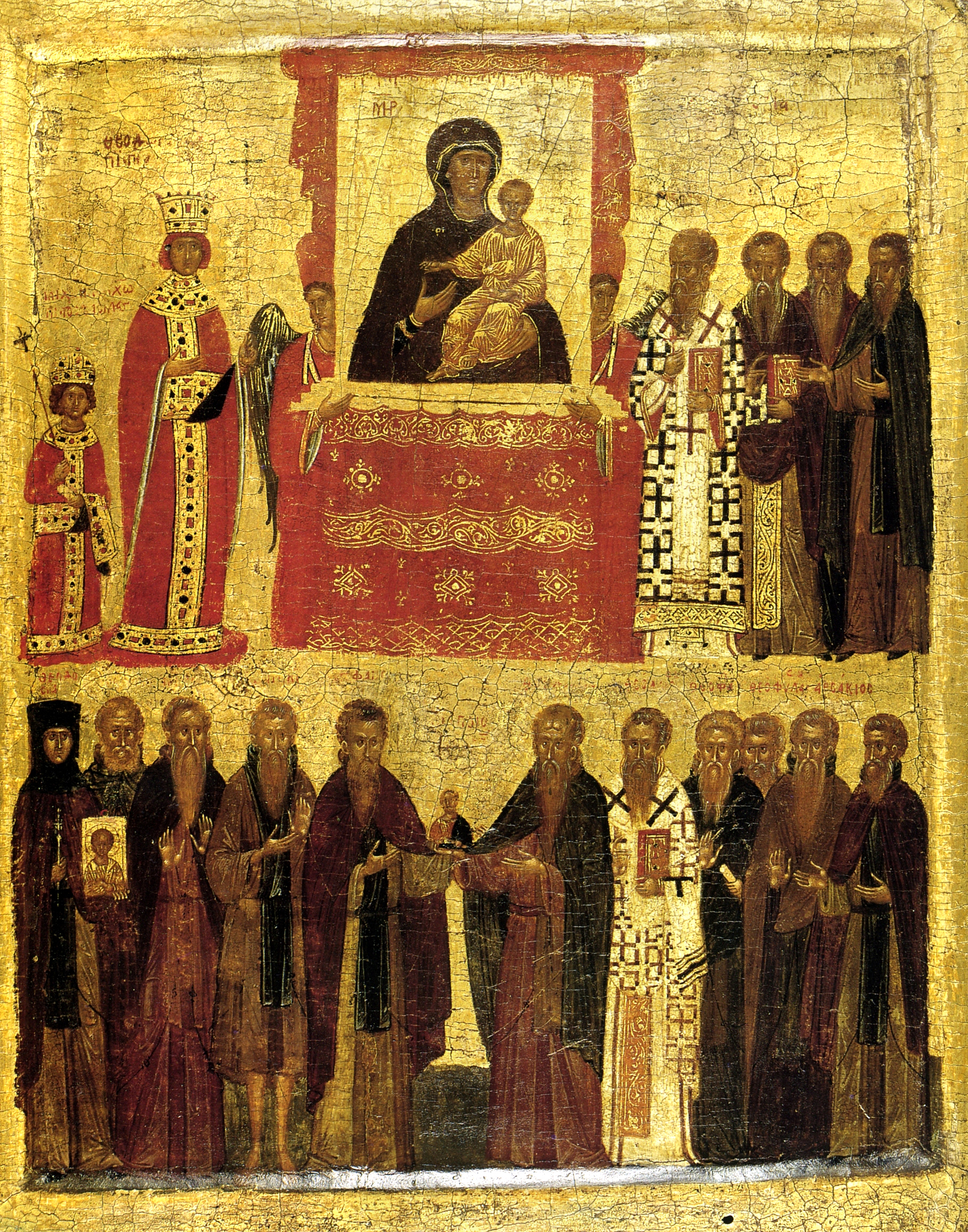
Triunfo de la Ortodoxia bizantino.

El nombre de este domingo refleja la gran importancia de los íconos para la Iglesia ortodoxa. No son artefactos opcionales de devoción, sino una parte integral de la fe y la devoción ortodoxa. El debate incluyó preguntas importantes: la característica de la naturaleza humana de Cristo, la actitud cristiana hacia la materia y el verdadero significado de la redención cristiana. Los iconos son considerados por los ortodoxos como una consecuencia necesaria de la fe cristiana en la Encarnación de la Palabra (Juan 1:14 ), Jesucristo. Los cristianos ortodoxos consideran que los íconos tienen un carácter sacramental, lo que hace que la persona o evento representado esté presente para el creyente. Sin embargo, los ortodoxos siempre hacen una clara distinción doctrinal entre la veneración (proscinesis) debido a íconos y adoración (latría), que se debe solamente a Dios.
Como la iconoclasia fue la última de las grandes controversias cristológicas en perturbar a la Iglesia, su derrota se considera el triunfo final de la Iglesia sobre la herejía. Todas las herejías posteriores tienden a ser solo derivaciones de las grandes herejías anteriores.